# Stranded: Alien Dawn
Stranded: Alien Dawn est un jeu vidéo de simulation et de survie développé par Haemimont Games et édité par Frontier Foundry. Le jeu est sorti sur Windows PC, PlayStation 4, PlayStation 5, Xbox One et Xbox Series en avril 2023.

## Développement
Stranded: Alien Dawn a été développé par le studio bulgare Haemimont Games, le développeur derrière la série Tropico et Surviving Mars. Frontier Foundry, la branche d'édition du développeur britannique Frontier Developments, a annoncé pour la première fois son partenariat avec Haemimont en décembre 2019. Le jeu a été officiellement annoncé lors de la Gamescom 2022 Opening Night Live. Après être entré en accès anticipé en octobre 2022, Stranded: Alien Dawn est sorti dans son intégralité le 25 avril 2023 sur PC Windows, PlayStation 4, PlayStation 5, Xbox One et Xbox Series en avril 2023.

## Réception
Le jeu a reçu « des critiques généralement positives » à sa sortie sur la base de 8 critiques, selon l'agrégateur de critiques Metacritic. Kim Armstrong de Rock, Paper, Shotgun a comparé le jeu à RimWorld et a décrit l'expérience comme « incroyablement rafraîchissante ». Christopher Livingston de PC Gamer, quant à lui, a décrit le jeu comme « un constructeur de colonies de survie qui génère des histoires de triomphe, de catastrophe et de sauvetages à poings blancs »,.